# كهف جال نخجير
كهف جال نخجير هو أحد أقدم الكهوف متعدد الطبقات في العالم والذي يُعَد من الكهوف التأريخية وسط جمهورية إيران بمدينة كرمانشاه حيث يعود تأريخه للحقبة الجيلوجية الثالثة. ويقبع كهف جال نخجير في قلب جبل يحمل اسم تخت ويتألف كهف جال نخجير من مجموعة فريدة وجميلة من الصخور المرجانية التي يرجع عمرها إلى 70 مليون سنة. ويبلغ عرض فوهة الكهف عشرة أمتار وارتفاعها يتراوح ما بين عشرة وأربعين متراً. 
- يذكر ان هناك العديد من المغارات والكهوف الطبيعية التي يُعتبَر كلٌّ منها لوحة فنية فائقة الجمال تحافظ عليها إيران في أحضانها وأرجائها المختلفة منها مغارة أو كهف جال نخجير في مدينة كرمانشاه الواقعة وسط إيران في محافظة مركزي حيث تُعتبَر إحدى أقدم المغارات في العالم.[4]

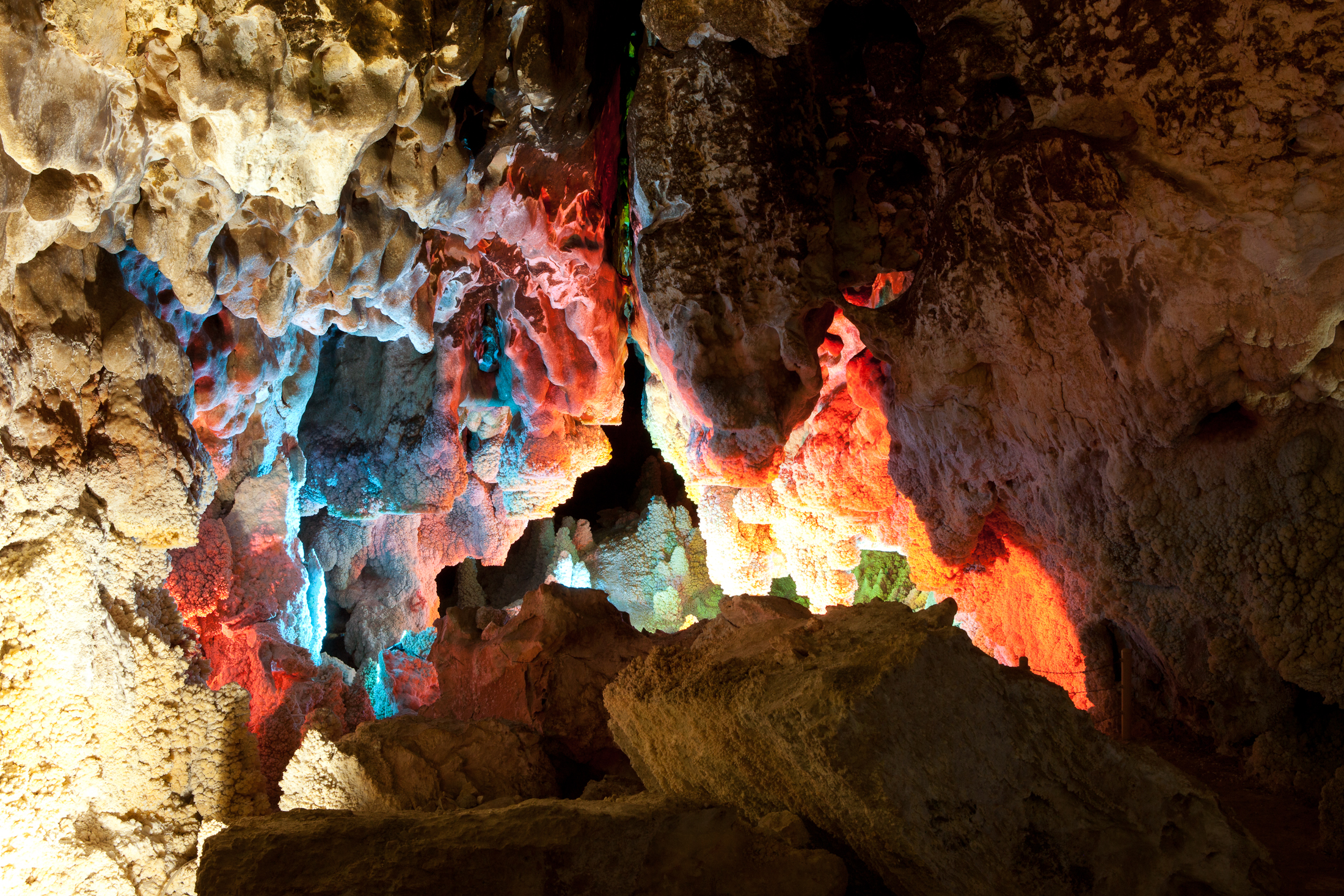
كهف جال نخجير والذي يعود تأريخه للحقبة الجيلوجية الثالثة

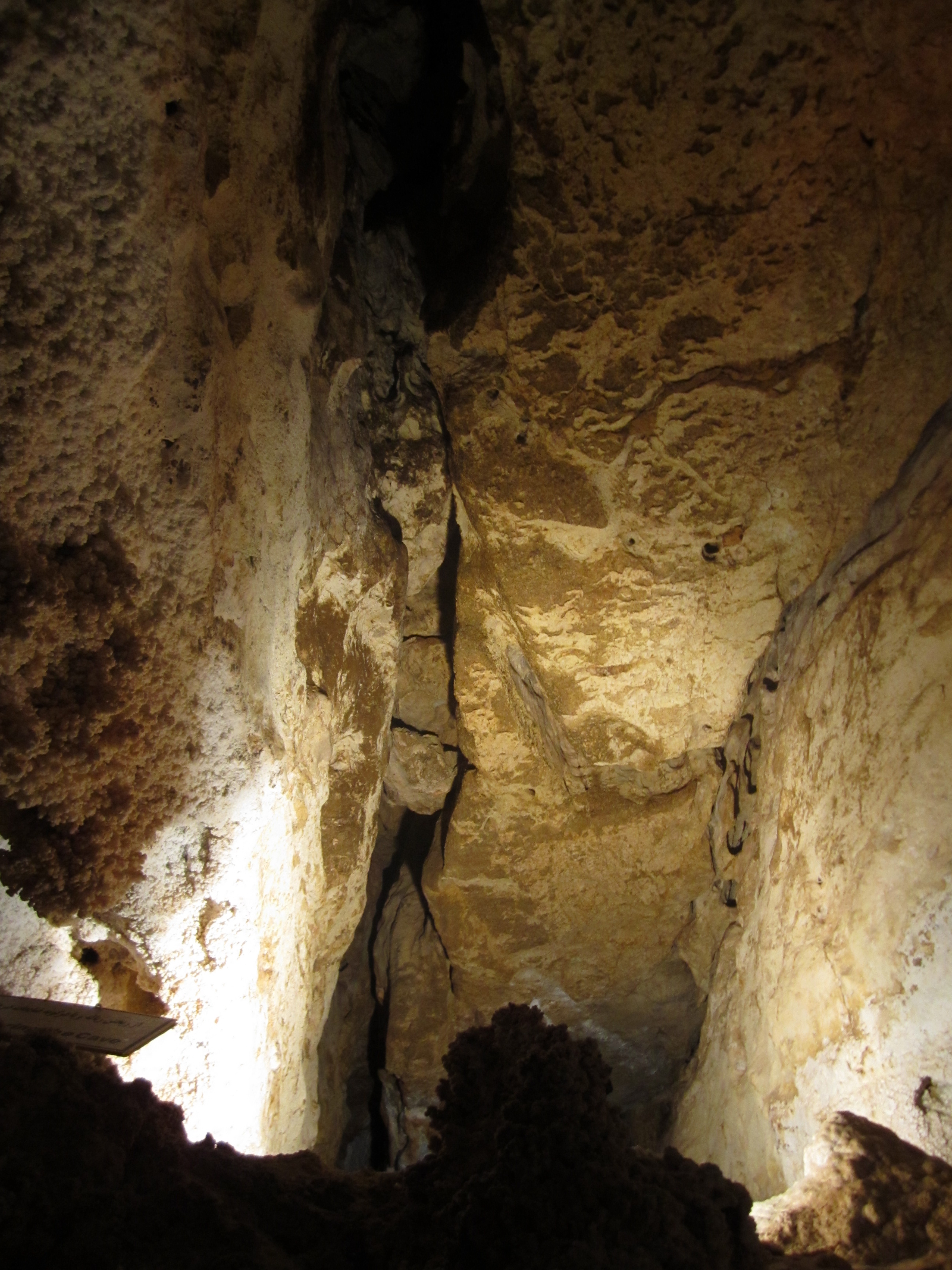
الكهف من الداخل

## موقعه الجغرافي
تحتضن إيران في مختلف أرجاءها العديد من الأماكن السياحية التأريخية والطبيعية ومن ضمنها كهف جال نخجير الواقع وسط البلاد والذي يُعَد آية من آيات قدرة الله وذلك لروعة تكوينه والمناظر والتجاويف الجميلة التي تكتنفه. فعلى بُعد عشرة كيلومترات شمال شرق مدينة دليجان بمحافظة «مركزي» وسط إيران تقع إحدى عجائب الطبيعة والخلقة الإلهية، ألا وهي مغارة «جال نخجير»، في قلب جبل باسم «تخت»، لتروي قصة ملايين السنين التي تعود إلى الحقبة الجيولوجية الثالثة.

## اكتشاف الكهف
تم اكتشاف هذ الكهف الذي يرجع تأريخه للحقبة الجيلوجية الثالثة عام 1990م من قبل مجموعة من متسلقي الجبال، وتم تسجيله عام 2005م ضمن قائمة التراث الوطني في إيران، ويستقبل الزوار والسياح يومياً من مختلف بقاع المعمورة. ويقول «موسى» سائح مسلم من أميركا «أعجبتنا زيارة هذا المكان، وهو إحدى آيات الله التي أشار إليها في القرآن».

## وصف الكهف بشكل عام
ان كهف جال نخجير يتألف من سبع طوابق لذا فهو من الكهوف متعددة الطبقات في إيران، فالطابقين السفلي والأول يتكونان من المياه،  اما الطابق الثاني والثالث فقد تم فتحهما أمام الزوار. يبلغ عرض فوهة الكهف عشرة أمتار وارتفاعها يتراوح ما بين عشرة وأربعين متراً، وتتكون من مجموعة فروع وممرات تم استكشاف 12 كيلومتراً منها وإعداد ورصف 1800 متر منها لجولات السياح. كما يوجد في نهاية المغارة حوض مائي جميل وفريد، وهناك قاعات منها من تعرف باسم قاعة العروس وقاعة الورد وقاعة الشلال الترابي.

## أحجار الكهف وأشكالها الغريبة
أما الأحجار الموجودة في الكهف فتتخذ أشكالاً محيرة للعقول، فبعضها يشبه الصقور والآخر يشبه السلاحف والطيور، وهناك تماثيل عظيمة من الكريستال. وفي الكهف أيضاً مجموعة من الصخور مصفوفة على شكل كريستالات، وهناك أحجار إسفنجية تشكل جدران وسقف المغارة لترسم لوحة من الألوان والأشكال في غاية الروعة والجمال.

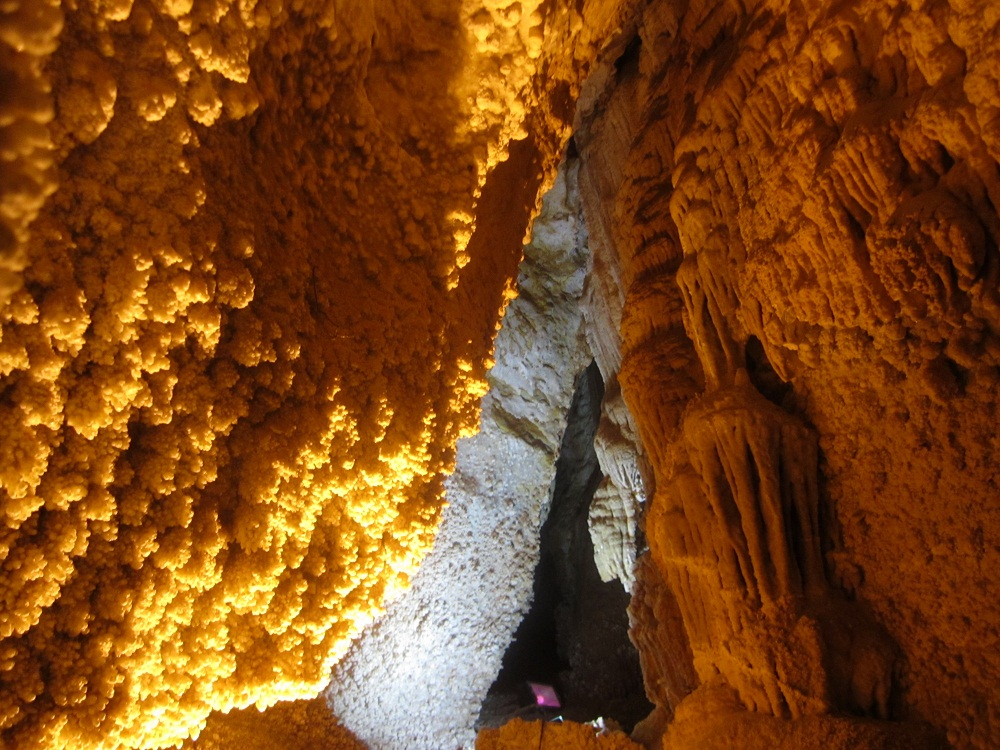
الصخور المنحوتة على شكل بلورات داخل الكهف

## الكهف كمعلم سياحي
توجد في جمهورية إيران كهوف فريدة في نوعها ومتميزة بين مثيلاتها العالمية والملفتة لأنظار السياح من عشاق الطبيعة ومن هواة الحضارة الإيرانية وبما أنّ أغلبية المغارات والكهوف في إيران يعود تأريخها إلى ملايين السنين وتحكي للسائح عمّا قُضيَ فيها من الحياة في القرون المتمادية حينما كانت أول ملاذ للإنسان في ظروف وأهداف مختلفة فقد أصبحت تجذب مئات الآلاف من السياح بما فيها كهف جال نخجير الذي صار معلم سياحي ووجهة سياحية يقصدها السياح من داخل إيران وخارجها حيث يقدم للسائح مناظر ساحرة من الصخور والأحجار الكريستالية العائد تأريخها إلى  آلاف السنين.

## معرض الصور

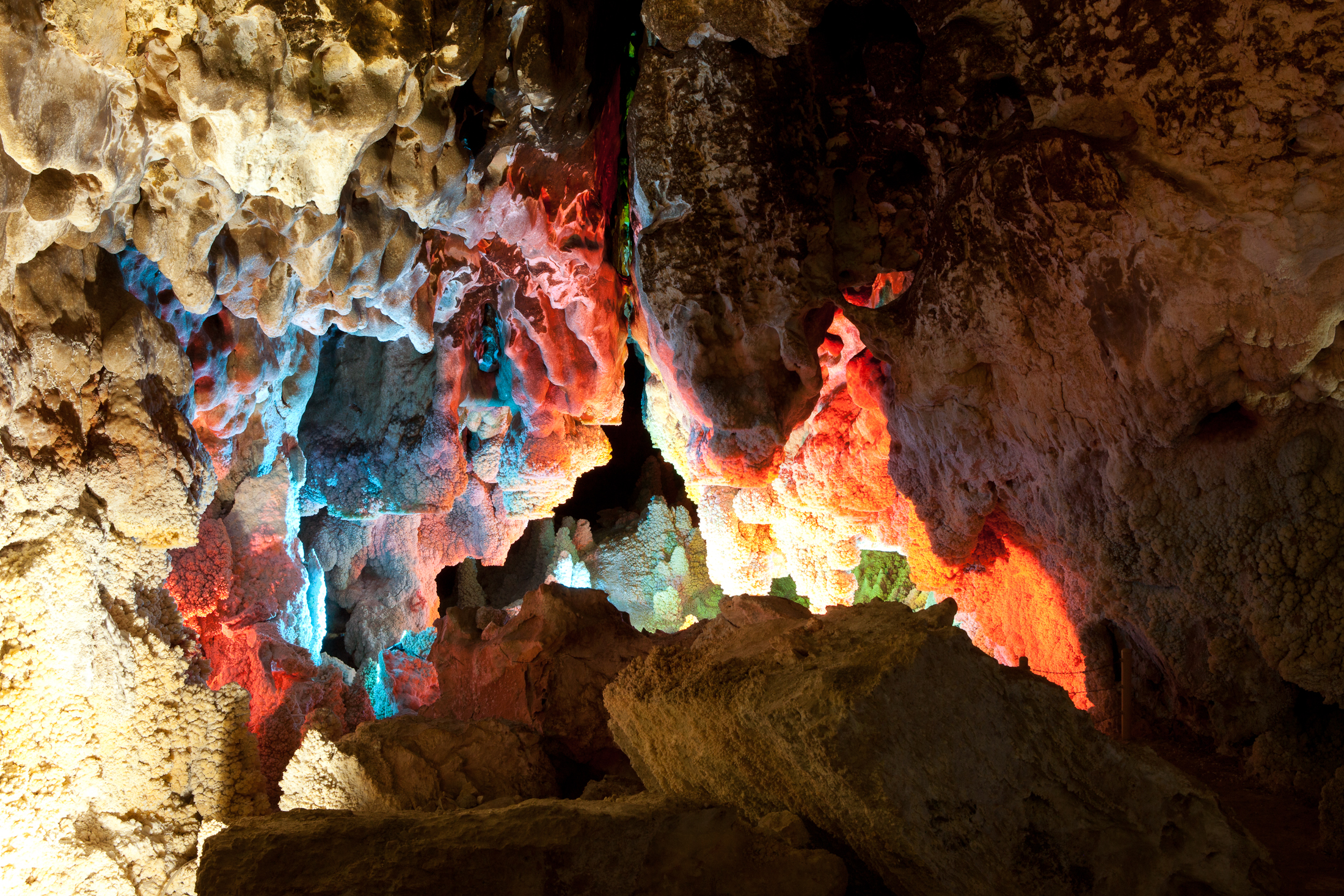
كهف جال نخجير والذي يعود تأريخه للحقبة الجيلوجية الثالثة

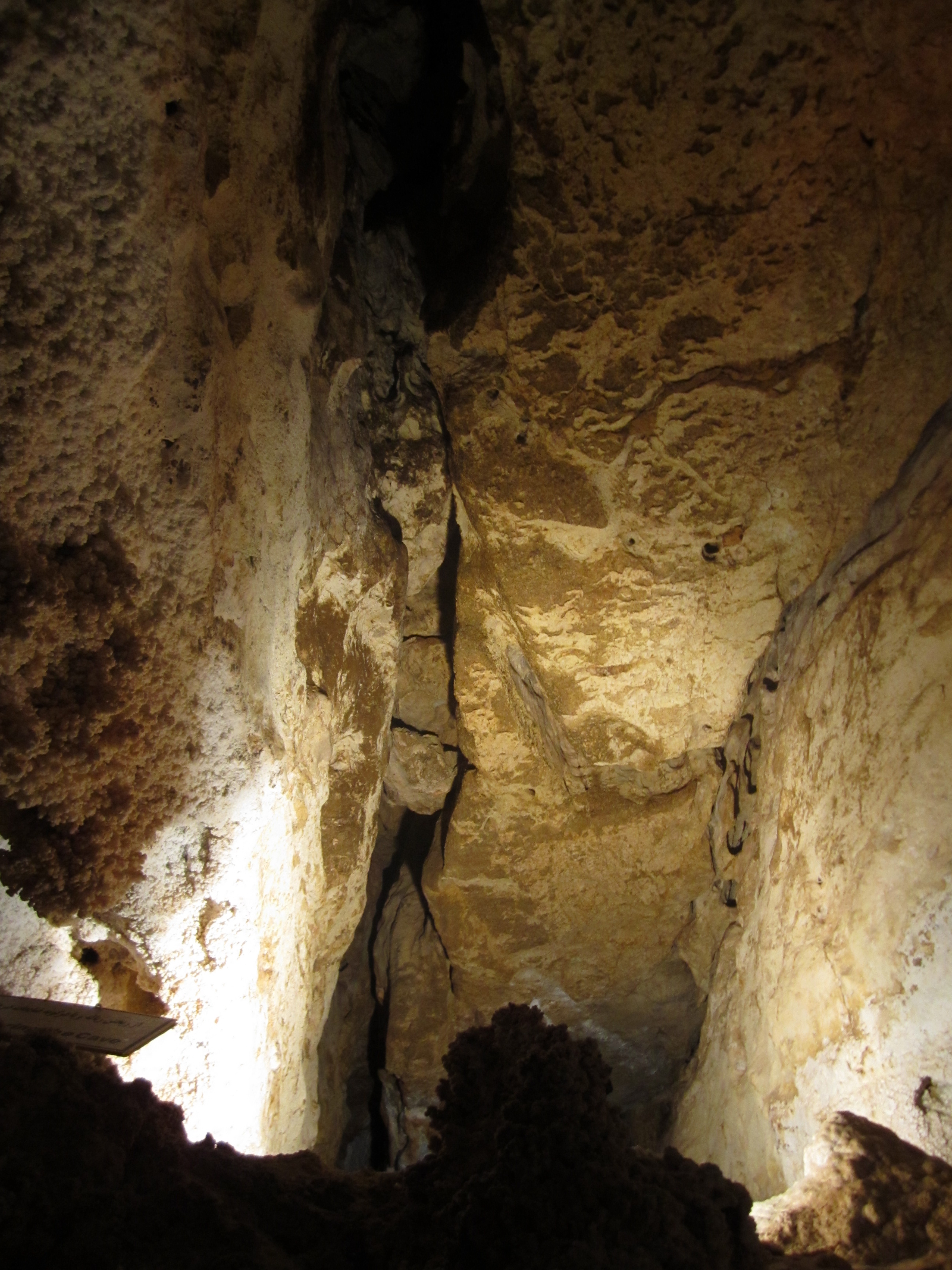
الكهف من الداخل

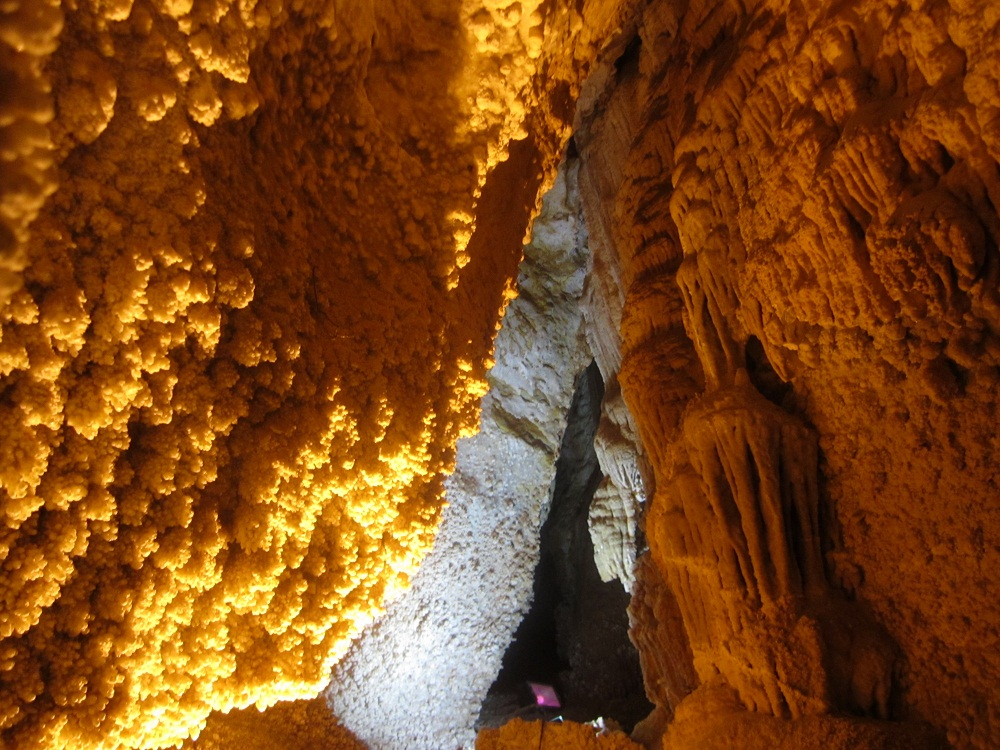
الصخور المنحوتة على شكل بلورات داخل الكهف

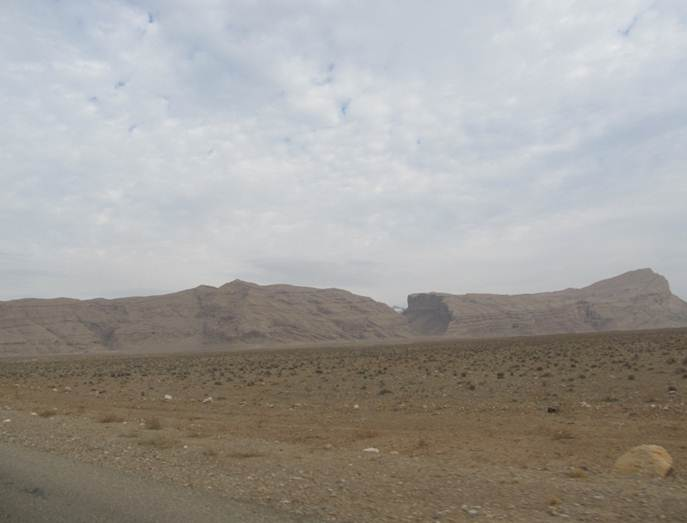
الكهف من الخارج